# Oberlin College

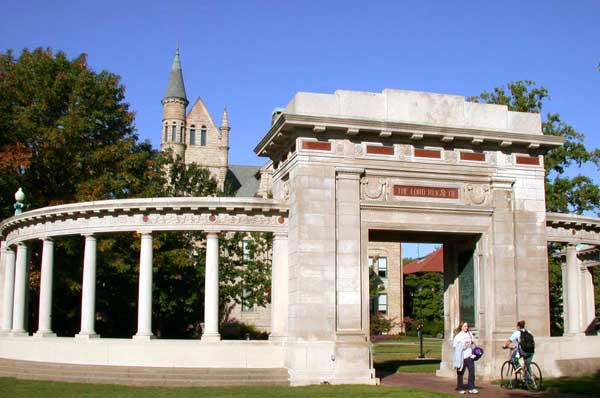
Der Oberlin Memorial Arch

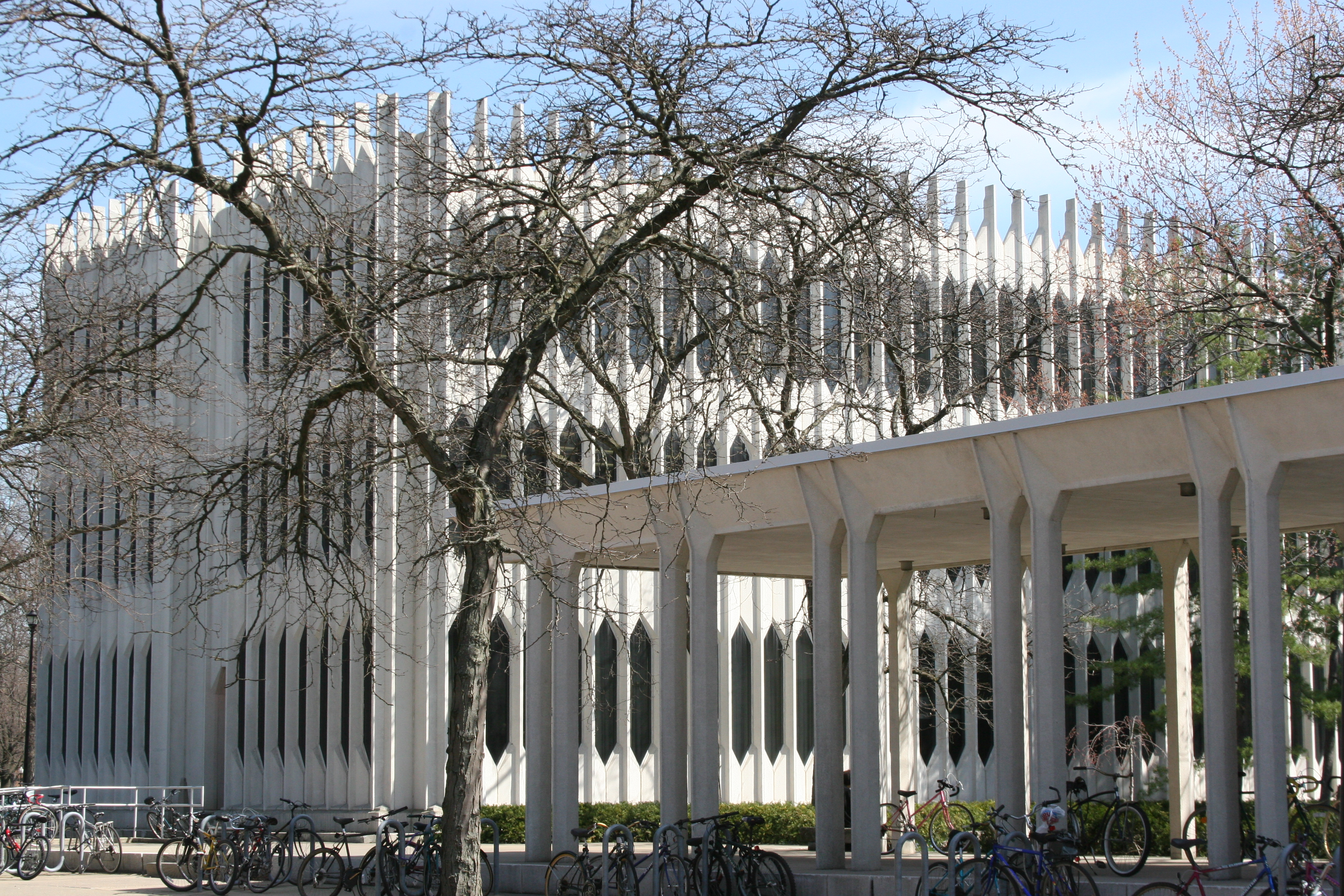
Musikkonservatorium

Oberlin College ist eine 1833 gegründete Hochschule in Oberlin im US-Bundesstaat Ohio, bestehend aus den akademischen Bereichen College of Arts and Sciences und seit 1865 dem  Conservatory of Music, dem ältesten kontinuierlich bestehenden Konservatorium in den Vereinigten Staaten.

## Geschichte
Im Frühling 1833 ließ sich Peter Pindar Pease in Oberlin nieder und baute für die etwa 40 ersten Siedler ein Blockhaus. In der Gegenwart von elf Familien gründeten am 3. Dezember 1833 die beiden presbyterianischen Geistlichen John J. Shipherd und Philo P. Stewart das Oberlin Collegiate Institute, wo anfänglich 29 Männer und 15 Frauen unterrichtet wurden, um Lehrer und Pastoren für Amerikas Westen zu werden. Nach zwei Jahren wohnten bereits 35 Familien auf dem Gelände und ungefähr hundert junge Personen nahmen ihr Studium auf. Etliche Studenten und acht Lehrer kamen vom 1829 gegründeten Lane Theological Seminary in Cincinnati her, wo der Vorstand unter der Leitung von Lyman Beecher und Calvin Ellis Stowe die Diskussionen zur Sklavenbefreiung verboten hatte. Nach anfänglicher Ablehnung durch die Generalversammlung in Oberlin wurden sie dank dem Gründer Shipherd und mit finanzieller Unterstützung von Arthur Tappan (1786–1865) aufgenommen und gaben dem jungen Institut einen starken Wachstumsschub. Es wurde in der Folgezeit zu einem wichtigen Zentrum für Koedukation, Abolitionismus, Prohibition und der Heiligungsbewegung. Erst 1850 wurde es offiziell zum privat geleiteten Oberlin College, dessen Name sich auf den sozialreformerisch tätigen elsässischen evangelischen Pastor und Pädagogen Johann Friedrich Oberlin bezog.
Einer der ersten Präsidenten war der Pastor, Sozialreformer und Abolitionist Asa Mahan, der die Schule von 1835 bis 1850 leitete. 1851 bis 1866 war der bekannte Erweckungsprediger und Jurist Charles Grandison Finney Präsident und Rektor des College. Zur Hochschule gehört auch das Oberlin Konservatorium, das 1865 eröffnet wurde und einen hervorragenden Ruf genießt. Der Absolvent Charles Martin Hall erfand 1886 am College eine günstige Methode zur kommerziellen Aluminiumverhüttung. Ab 1891 trat das Oberlin College auch im Studentensport in Erscheinung, Footballspieler und -trainer John William Heisman (1869–1936) führte Teams erfolgreich an und richtete am College ein Sportprogramm ein. Nach seinem Tod wurde die Heisman Memorial Trophy und der Heisman Award ins Leben gerufen, um den besten Footballspieler auszuzeichnen. Oberlin gilt als eine der besten US-amerikanischen Kunstakademien und ist insbesondere für seine Liberalität bekannt, die beliebtesten Fächer im 21. Jahrhundert sind Anglistik, Geschichtswissenschaft und Biologie.
Das Oberlin College war von Anfang an ein Vorreiter in der Koedukation, der es sich bereits 1834 unter der Leitung von Pastor John Keep (1781–1870) verschrieb. Seit 1835, damals als erstes höheres Bildungsinstitut in den USA, nahm es gleichberechtigt weiße und afroamerikanische Studierende auf. Bis 1837 konnten Frauen nur einen separaten Studiengang besuchen, den sogenannten Ladies Course. Caroline Mary Rudd, Elizabeth Prall, Mary Hosford und Mary Fletcher Kellogg waren die ersten Frauen, die 1837 das normale Studium aufnahmen und mit Ausnahme von Kellogg 1841 abschlossen. 1844 erhielt George B. Vashon als erster schwarzer Student seinen Bachelor, 1862 folgte Mary Jane Patterson, die als erste schwarze Frau in den USA einen Bachelor in Philosophie und Geisteswissenschaften erwarb. Oberlin College galt als eines der Zentren des Abolitionismus, es war zudem eine Haltestation (Nr. 99) der Underground Railroad und 1858 in eine aufsehenerregende Rettung des entlaufenen Sklaven John Price verwickelt. Denn flüchtige Sklaven mussten zu dieser Zeit auch in Staaten, in denen es keine Sklaverei gab, aufgegriffen und ihren „Besitzern“ übergeben werden. Das College war zudem ein wichtiger Teil der Anti-Saloon League, die gegen Alkohol- und Tabakmissbrauch ankämpfte und sich in den 1920er Jahren für die Prohibition einsetzte.
Berühmt ist das Kunstmietprogramm des Colleges: Für eine Gebühr von 5 US-Dollar pro Semester können Studierende sich Werke berühmter Künstler wie Warhol, Dalí, Picasso an die Wand hängen. Dieses Programm wurde 1940 von der Kunstdozentin Ellen Johnson ins Leben gerufen, „um die ästhetische Sensibilität der Studierenden zu entwickeln und geordnetes Denken und Unterscheidungsvermögen auch in anderen Lebensbereichen zu fördern“. Das College hat auch drei Nobelpreisträger herausgebracht: der Mediziner Robert Andrews Millikan, der Pädagoge Junius L. Meriam und der Ethnologe Frances Densmore.
Im Dezember 1965 erhielt das College den Status eines National Historic Landmarks zuerkannt. Seit Oktober 1966 ist es als Stätte im National Register of Historic Places eingetragen.
2022 wurde das Oberlin College dazu verurteilt, den Eigentümern der lokalen Bäckerei Gibson mehr als 36 Millionen Dollar Schadenersatz einschließlich Zinsen zu leisten. Nach einem mit Einsatz körperlicher Gewalt gegen einen Bäckereimitarbeiter einhergehenden Ladendiebstahl im Jahr 2016 durch Studierende des Oberlin College wurden die Eigentümer durch College-Angehörige, darunter auch Beschäftigte, des Rassismus beschuldigt. Weiterhin erfolgten offizielle Anschuldigungen durch den Studierendensenat des Colleges, und das Oberlin College beendete seine Geschäftsbeziehung mit der Bäckerei. Die Kampagne gegen den kleinen Familienbetrieb wurde von College-Mitarbeitern und Dozenten unterstützt und weiter angefacht. Die Eigentümer erhoben daraufhin wegen Verleumdung und Geschäftsschädigung Klage gegen das Oberlin College. Die Studierenden, die 2016 den Ladendiebstahl begangen hatten, bekannten sich vor Gericht schuldig und räumten vorbehaltlos ein, dass sie nicht wegen ihrer Hautfarbe beschuldigt worden waren. Das College scheiterte in mehreren Instanzen mit seinen Bestrebungen, das Urteil anzufechten.

## Zahlen zu den Studierenden, den Dozenten und zum Vermögen
Im Herbst 2021 waren 2.953 Studierende am Oberlin College eingeschrieben. Davon strebten fast alle, nämlich 2.942 (99,6 %) ihren ersten Studienabschluss an, sie waren also undergraduates. Von diesen waren 58 % weiblich und 42 % männlich; 5 % bezeichneten sich als asiatisch, 6 % als schwarz/afroamerikanisch, 8 % als Hispanic/Latino, 61 % als weiß und weitere 11 % kamen aus dem Ausland. 11 (0,4 %) arbeiteten auf einen weiteren Abschluss hin, sie waren graduates. Im Jahr 2023 sind gemäß Website 54 % der Studenten Frauen und 46 % Männer; 20 % sind People of Color; 92,8 % sind Bewohner der USA, wovon 9,1 % aus Ohio, und 7,2 % internationale Studenten, die aus gegen 40 Ländern stammen.
Es lehrten 358 Dozenten an der Universität, davon 308 in Vollzeit und 50 in Teilzeit.
Der Wert des Stiftungsvermögens der Universität lag 2021 bei 1,296 Mrd. US-Dollar und damit 35,8 % höher als im Jahr 2020, in dem es 954,9 Mio. US-Dollar betragen hatte. 2009 waren es 550 Mio. US-Dollar gewesen.
Laut Eigenaussage gibt es etwa 40.000 Alumni.

## Persönlichkeiten

### Dozenten
- Richard Exner (1929–2008), Literaturwissenschaftler und Lyriker
- Charles Grandison Finney (1792–1875), Jurist und Theologe, von 1835 bis 1875 Lehrer am Oberlin Collegiate Institute, Rektor 1851 bis 1866
- Elisha Gray (1835–1901), Erfinder (Telegrafie)
- Jeffrey F. Hamburger (* 1957), Kunsthistoriker
- Stephen Hefling, Musikwissenschaftler
- Daniel Kinsey (1902–1970), Olympiasieger 1924
- Wendell Logan (1940–2010), Jazzmusiker und Komponist
- Richard Miller (1926–2009), Stimmforscher und Gesangslehrer, lehrte und forschte in Oberlin ab 1962
- Edward Drake Roe (1859–1929), Mathematiker und Gründer der mathematischen Gesellschaft Pi Mu Epsilon, 1892 bis 1899 in Oberlin
- Wolfgang Stechow (1896–1974), Kunsthistoriker, seit 1940 in Oberlin
- Sheldon Wolin (1922–2015), Politikwissenschaftler

### Absolventen
| - Lorenzo Snow 1835, 1898 bis 1901 der fünfte Prophet der Kirche Jesu Christi der Heiligen der Letzten Tage - Lucy Stone 1847, Frauenrechtlerin, Abolitionistin - John Mercer Langston 1849, Politiker, Bürgerrechtler des 19. Jahrhunderts - Antoinette Brown Blackwell 1850, erste ordinierte Pastorin der USA und Frauenrechtlerin - Yvette Clarke, Politikerin, Mitglied im US-Repräsentantenhaus - Jacob Dolson Cox 1851, Politiker der Republikaner, von 1866 bis 1868 Gouverneur von Ohio und von 1869 bis 1870 Innenminister der Vereinigten Staaten - Blanche Bruce 1852, Politiker, als erster Afroamerikaner absolvierte er eine komplette Amtsperiode im US-Senat - William Cooper Nell 1855, Abolitionist - John Wilbur Chapman 1870, presbyterianischer Pastor, Autor, Kirchenführer und Evangelist - Margaret Maltby 1882, Chemikerin und Frauenrechtlerin - George Herbert Mead 1883, Sozialpsychologe und Philosoph - Charles Martin Hall 1885, Erfinder (Aluminium) - John Rogers Commons 1888, Ökonom und Soziologe - Robert Millikan 1891, Nobelpreisträger 1923 (Physik) - Anna Louise Strong 1905, Journalistin und Autorin - Wendell Willkie 1915, Rechtsanwalt und Präsidentschaftskandidat 1940. - Thornton Wilder, 1915–1917 Schriftsteller, wechselte vor dem Abschluss nach Yale - William Grant Still 1917–1919, Komponist - Daniel Kinsey 1926, Olympiasieger 1924 - Willard V. Quine 1930, Philosoph und Logiker - Edwin O. Reischauer 1930, Japanologe und 1961 bis 1966 Botschafter der Vereinigten Staaten in Japan - John Stewart Service 1931, Fernost-Experten des amerikanischen Außenministeriums - Roger Wolcott Sperry 1935, Neurobiologe und Nobelpreisträger Medizin 1981 - Peter Mennin 1942, Komponist - Ralph Hirschmann 1943, Chemiker - Stanley Cohen 1945, Neurowissenschaftler und Biochemiker, Nobelpreis für Physiologie und Medizin 1986 - Anderson Hunter Dupree 1947, Wissenschafts- und Technikhistoriker - Carl Rowan 1947, Journalist und Autor - John Kander 1951, Komponist - John E. Mack 1951, Psychiater und Buchautor - William Goldman 1952, Drehbuchautor und Schriftsteller - Paul Horn 1952, Jazzmusiker - Anne O. Krueger 1953, Ehemalige Stellvertretende Generaldirektorin des Internationalen Währungsfonds (IWF) - Eduardo Mondlane 1953, 1962 bis 1969 Präsident der Mosambikanischen Befreiungsfront (FRELIMO) - John Cazale 1954, Schauspieler (Der Pate, Die durch die Hölle gehen) - David Zinman 1958, Dirigent - Dick Sudhalter 1960, Trompeter des Traditional Jazz und Jazzautor, Journalist und Jazzhistoriker - Avery Brooks 1970, Schauspieler (American History X) | - William Schulz 1971, 1994 bis 2006 Executive Director der von Amnesty International USA - Lee Fisher 1973, Politiker der Demokratischen Partei, Vizegouverneur von Ohio - Jerry Greenfield 1973, Unternehmer - Richard Nathan Haass 1973, Präsident des Council on Foreign Relations - David M. Halperin 1973, Professor für englische Literatur - Julie Taymor 1974, Regisseurin - Thomas Mullen 1974, Schriftsteller - Stefan Lano 1975, Komponist, Korrepetitor und Dirigent - Eric Bogosian 1976, Schauspieler und Dramatiker - Richard Lenski 1976, Evolutionsbiologe - Alison Bechdel 1980, Comic-Zeichnerin und Autorin - Marc Cohn 1981, Singer-Songwriter - Paul Pierson 1981, Politikwissenschaftler - Matthew Sharpe 1984, Schriftsteller - Tracy Chevalier 1985, Schriftstellerin - Chris Brokaw 1986, Musiker - Liz Phair 1989, Rock-Sängerin - John McEntire 1991, Schlagzeuger, Multi-Instrumentalist und Produzent - Adrian Fenty, 1992, Demokratischer Politiker und von 2007 bis 2011 regierender Bürgermeister von Washington, D.C. - Michelle Malkin 1992, Autorin und Bloggerin philippinischer Abstammung. - David Rees 1994, Comiczeichner und Autor. - Mark Boal 1995, Oscar-prämierter Drehbuchautor und Filmproduzent. - Gary Shteyngart 1995, Kulturjournalist und Schriftsteller. - Ed Helms 1996, Schauspieler. - Jason Molina 1996, Musiker. - Josh Ritter 1999, Sänger und Songwriter - Ishmael Beah 2004, Autor des Buches Rückkehr ins Leben - Megan Marie Hart, 2006, Opernsängerin - Lena Dunham, 2008, Drehbuchautorin, Schauspielerin - Elisha Gray, ohne Abschluss, Erfinder (Telegrafie) - Edward Everett Horton, ohne Abschluss, Schauspieler - John Wesley Powell, ohne Abschluss, Expeditionsforscher - Al Haig, Jazzpianist - Myrtle Fillmore, unitarische Theologin - Paweł Sydor, Komponist - Felisa Wolfe-Simon, Geomikrobiologin, Mitentdeckerin von GFAJ-1 |